# 18-я улица (линия Лексингтон-авеню, Ай-ар-ти)
18-я улица (англ. 18th Street) — бывшая станция Нью-Йоркского метро, расположенная на линии Лексингтон-авеню. Она представлена двумя боковыми платформами, обслуживающими два локальных пути. С 8 ноября 1948 года станция закрыта.
Станция была открыта 27 октября 1904 года в составе первой очереди сети Interborough Rapid Transit Company (IRT). В это время поезда ходили от станции Сити-холл до 145-й улицы. Станция была закрыта, так как удлинялась следующая за ней станция 23-я улица.
Сегодня, проезжая в поезде мимо заброшенной станции, можно увидеть её очертания.